# Zombrus
Zombrus är ett släkte av steklar. Zombrus ingår i familjen bracksteklar.

## Dottertaxa tillZombrus, i alfabetisk ordning[1]
- Zombrus anisopus
- Zombrus antennalis
- Zombrus atriceps
- Zombrus baculiger
- Zombrus bicolor
- Zombrus bimaculatus
- Zombrus cameroni
- Zombrus concolor
- Zombrus croceipes
- Zombrus dorsalis
- Zombrus duplicatus
- Zombrus erythrostomus
- Zombrus flaviceps
- Zombrus flavipennis
- Zombrus fuscipennis
- Zombrus giganteus
- Zombrus insularis
- Zombrus maculiceps
- Zombrus maculifrons
- Zombrus maculipennis
- Zombrus madagascariensis
- Zombrus melanopterus
- Zombrus minor
- Zombrus nigricornis
- Zombrus nigripennis
- Zombrus nigripes
- Zombrus nigrobalteatus
- Zombrus nigromaculatus
- Zombrus orientalis
- Zombrus pallidiventris
- Zombrus pedalis
- Zombrus pulcher
- Zombrus rufus
- Zombrus semialbus
- Zombrus semistriatus
- Zombrus sikkimensis
- Zombrus similis
- Zombrus spilopterus
- Zombrus striolatus
- Zombrus thomseni
- Zombrus tuberculatus
- Zombrus wagneri